# Musée du Quercorb

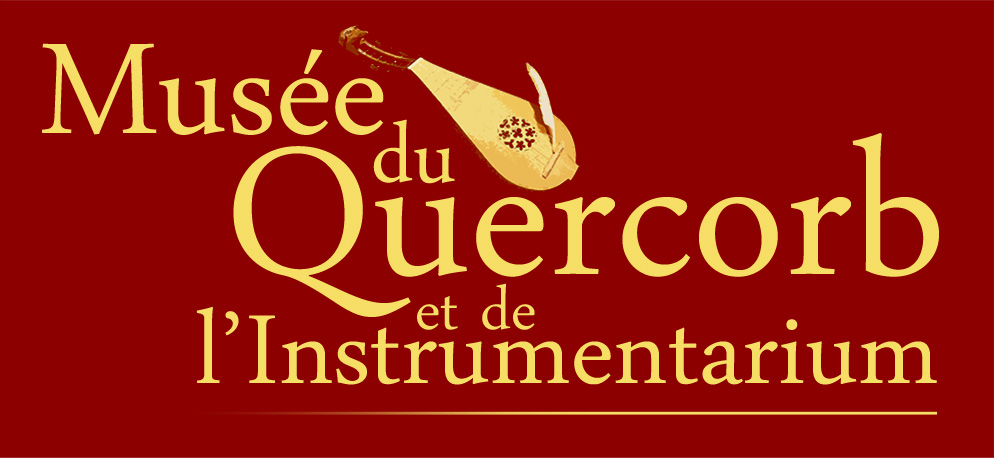
Logo Musée du Quercorb

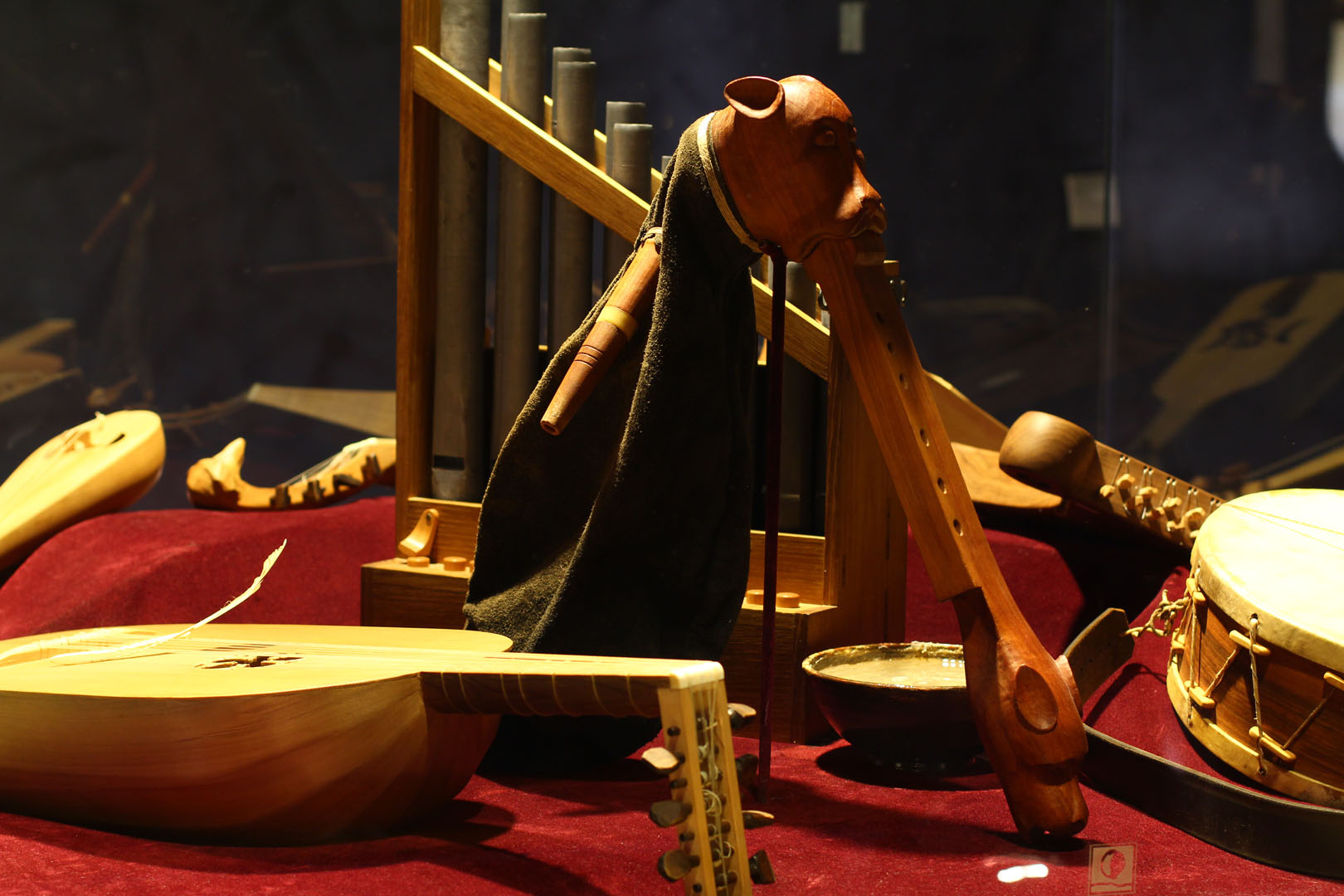
L'Instrumentarium

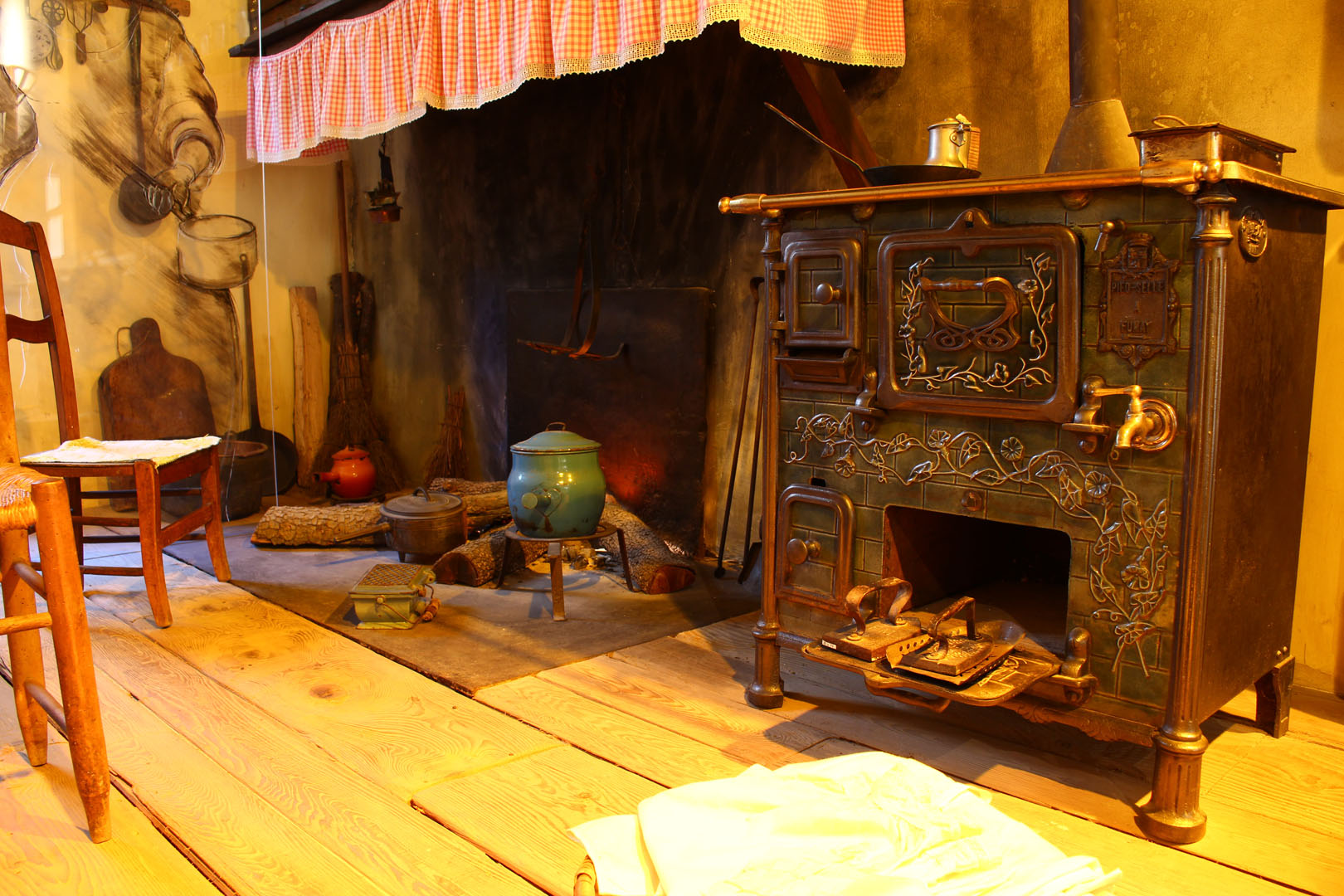
La Cuisine

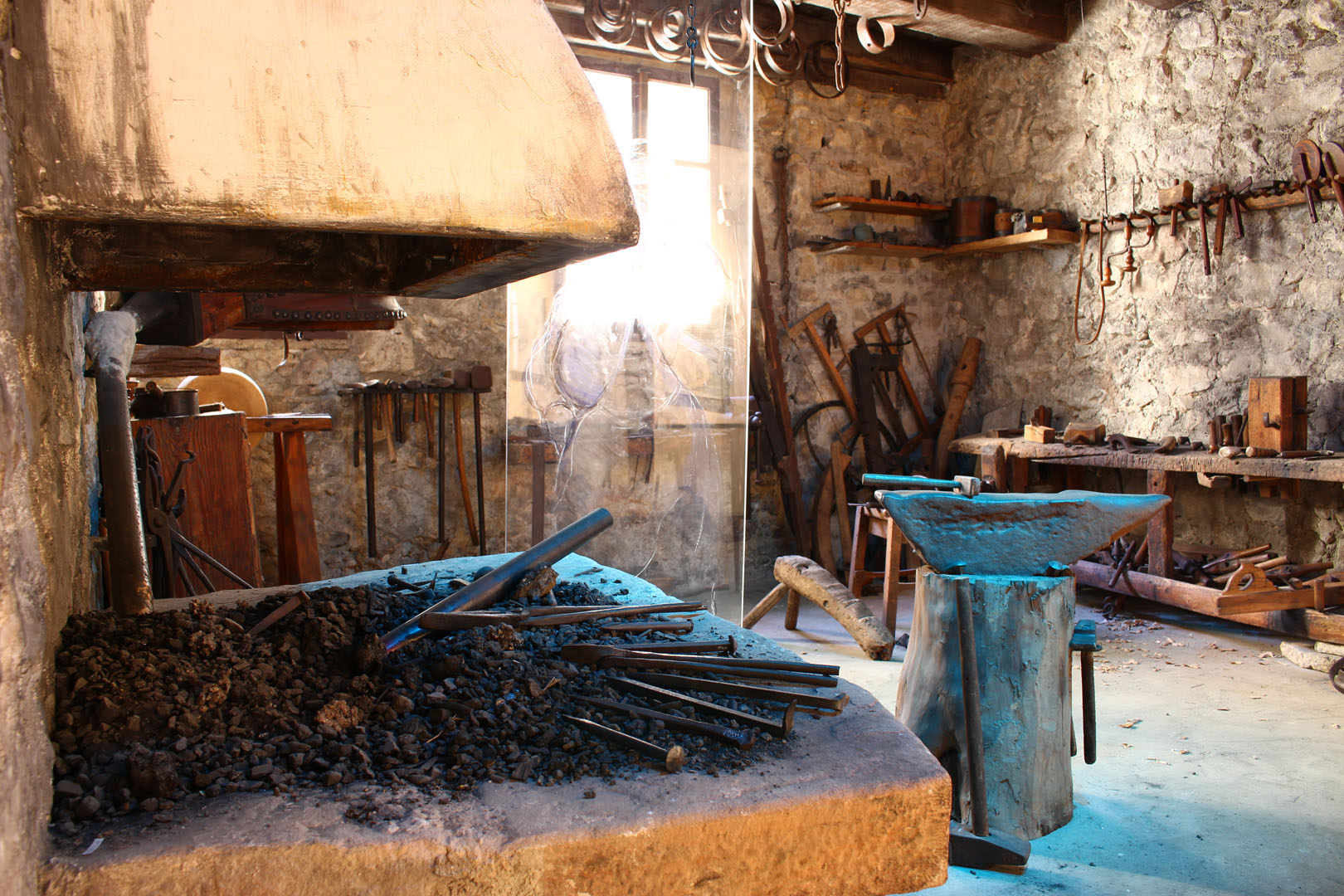
La Forge

Le musée du Quercorb est un musée situé à Puivert, dans le département français de l'Aude. Il est destiné à mettre en valeur les arts, traditions populaires et savoir-faire de la région naturelle du Quercorbès (ou Quercorb), située à l'ouest du département de l'Aude, en limite de l'Ariège.

## Le Quercorb
Le Quercorbès (ou Quercorb) est une région naturelle au pied des Pyrénées, située entre l'Ariège et la Haute vallée de l'Aude, cette région est composée de trois vallées (rivières), le Blau, l'Hers et l'Ambronne.
La dénomination de Quercorb est assez floue dans l'histoire, certainement par la signification : rocher aux corbeaux ou rocher courbe (du pré-celtique " quer " = rocher), et Corbières...
Au Moyen Âge, Jean de Bruyère seigneur de Puivert, obtiendra de la part du roi, le statut de terre privilégiée au Quercorb, accordé par Philippe III Le Hardi, la terre fut donc exemptée d'impôts royaux jusqu'à la Révolution, pour l'aide qu'il a apporté à Bordeaux contre les Anglais en 1283.

## Le musée
Le musée a été créé dans les années 90 par la Communauté de communes du Chalabrais, et est géré par la Communauté de communes des Pyrénées Audoises depuis 2014. Il est installé dans une des plus vieilles maisons du village de Puivert.
Il offre de nombreux sujets concernant la région et les traditions du pays:
- la cuisine, pièce principale des habitations de la région
- la salle de fer, centre technique des villages du pays
- la salle du bois, élément essentiel dans les constructions et le mobilier, le village de Puivert comportait au XIXe siècle une vingtaine de tourneurs sur bois
- l'instrumentarium, représentation des instruments de musique fabriqués dans la région, dès le XIVe siècle
- les troubadours, résumés par des poèmes du XIe au XIIIe siècle
- la salle d'histoire, petit pays mais grande histoire, le Quercorb, terre privilégiée; la famille seigneuriale et le catharisme...
- la grange, ancien bâtiment réservé au fourrage, qui accueille aujourd'hui des expositions temporaires
- le verger, présentation d'arbres anciens, alambic, collection d'objets se rapportant à la cueillette des fruits et à leur transformation en eau-de-vie.
- la salle audiovisuelle, plusieurs films sont proposés aux visiteurs comme "De la pierre au souffle de vie", " Aristide, bouilleur ambulant "

## Visites

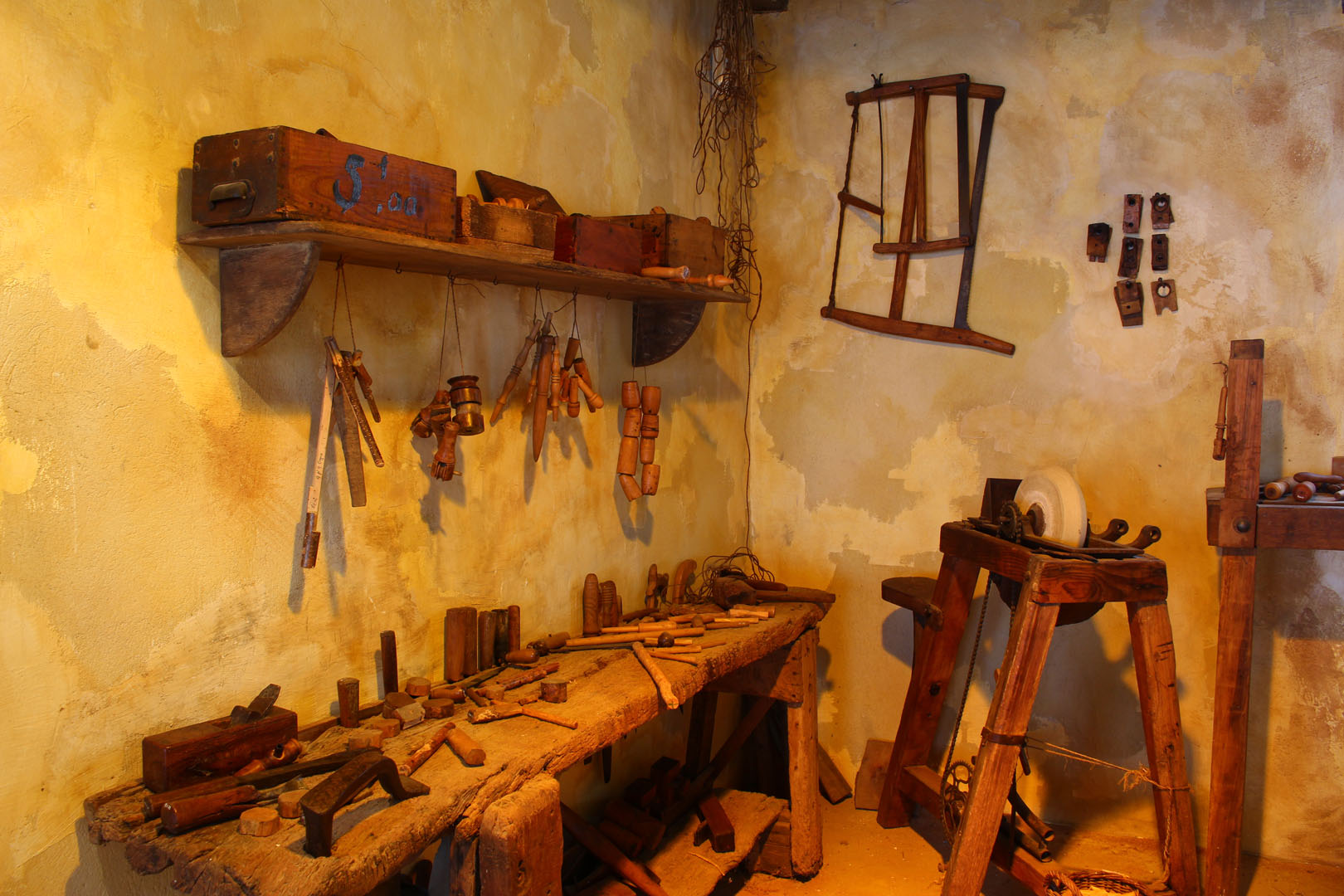
Les métiers du bois

Le musée propose des visites adaptées tout spécialement aux groupes scolaires. Visites libres, visites commentées ou encore animations pédagogiques, elles abordent plusieurs thèmes : l'histoire du château de Puivert et du Quercorb au XIVe siècle, l'artisanat local au XIXe siècle et surtout la musique au temps des troubadours.